# Ergasilus myctarothes
Ergasilus myctarothes är en kräftdjursart. Ergasilus myctarothes ingår i släktet Ergasilus och familjen Ergasilidae. Inga underarter finns listade i Catalogue of Life.